# Vlajka Africké unie

Vlajka Africké unie
Poměr stran: 2:3

Vlajka Africké unie v současné verzi byla přijata na 14. setkání v Addis Abebě 31. ledna 2010.
Během 8. setkání Africké unie v Addis Abebě 29. a 30. ledna 2007 vyhlásili soutěž o novou vlajku Africké unie. Podmínkou bylo zelené pozadí symbolizující naději a hvězdy reprezentující členy unie.
Komise Africké unie dostala 106 návrhů z 19 afrických států a 2 z africké diaspory. Vítězný návrh vybírala odborná komise.
Vlajka na zeleném podkladu je umístěn kruh 53 zlatých hvězd, reprezentujících členské státy. Uvnitř kruhu je bílý kruh s 53 paprsky, který je zastíněn reliéfem Afriky ve stejné barvě jako pozadí.

## Předchozí vlajka

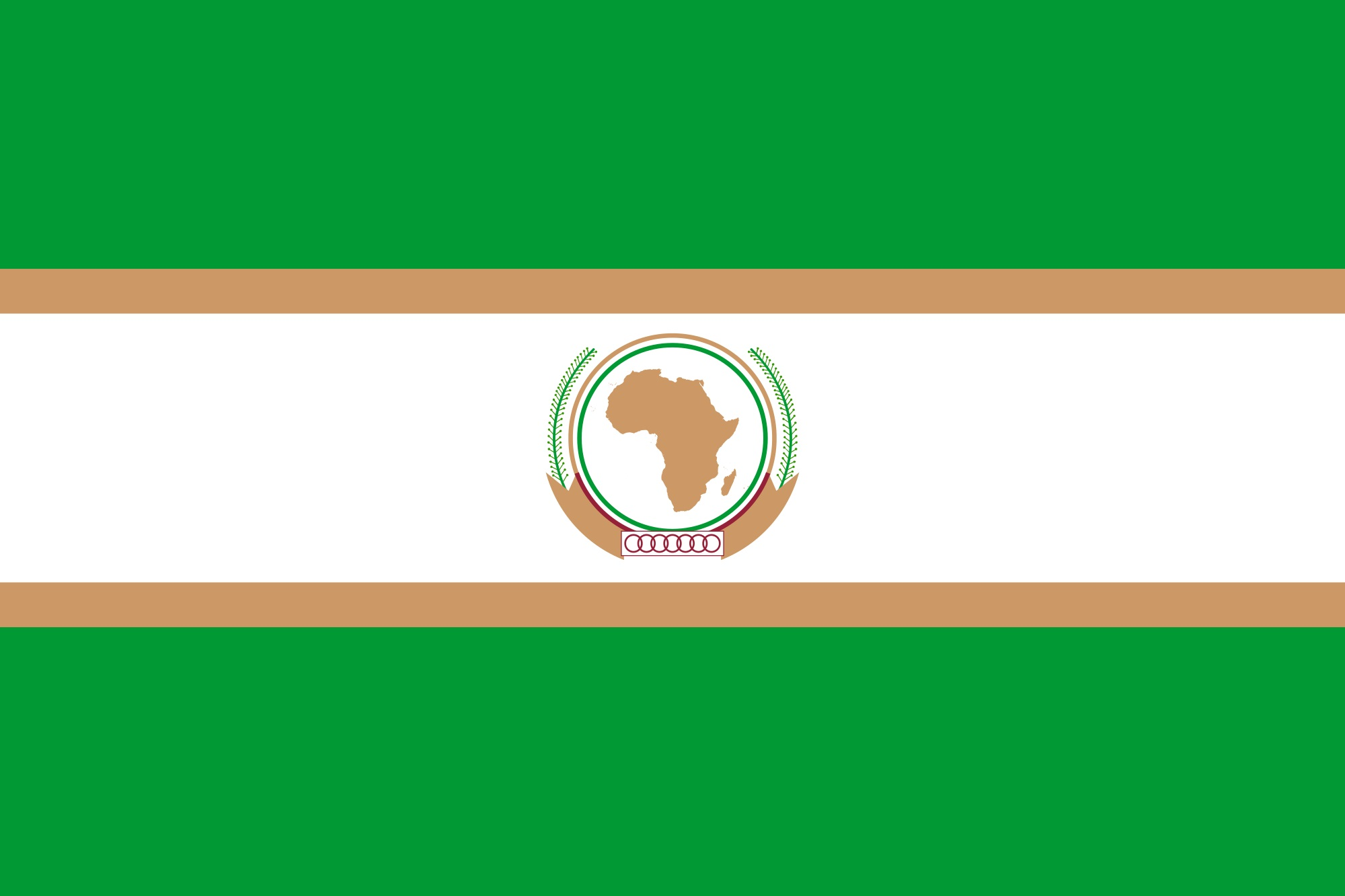
Vlajka Africké unie (1970–2010)
Poměr stran: 2:3

Předchozí vlajka Africké unie byla složena ze dvou zelených vodorovných pruhů na horním a dolním okraji, dvou užších okrových („zlatých“) pruhů a středního bílého pásu nesoucího znak Africké unie.
Barvy na vlajce symbolizují:
- Zelená barva je barvou africké naděje a touhu po jednotě.
- Zlatá barva znázorňuje africké bohatství a šťastnou budoucnost.
- Bílá barva symbolizuje upřímnou touhu afrických národů po skutečném přátelství s dalšími národy celého světa.
- Červená barva prstence uprostřed znázorňuje solidaritu a krev prolitou pro osvobození Afriky.